# Alice Karren
Alice Karren est une fleurettiste française.

## Carrière
Alice Karren est membre de l'équipe de France féminine de fleuret féminin médaillée d'argent aux Championnats du monde 1947 à Lisbonne et médaillée de bronze aux Championnats du monde 1948 à La Haye.